# Божевільне місто (фільм)
«Божевільне місто» (англ. Mad City) — кінофільм режисера Коста-Гавраса, що вийшов на екрани 1997 року. Стрічка багато в чому натхненна картиною Біллі Вайлдера «Туз у рукаві» (1951).

## Сюжет
Амбітний журналіст Макс Брекетт, вимушений працювати на один із місцевих каліфорнійських телеканалів, мріє про сенсаційний матеріал. Під час рутинного репортажу з музею природної історії він стає свідком конфлікту між директором установи місіс Бенкс і колишнім охоронцем Семом Бейлі, який бажає повернути свою роботу. Не годен переконати директора словами, Сем дістає рушницю і починає погрожувати їй, що закінчується важким пораненням іншого охоронця та взяття в заручники всіх, хто перебував у музеї (крім місіс Бенкс, це група дітей, що були на екскурсії). Макс намагається вести репортаж прямо з захопленої будівлі, але не може довго переховуватися. Після того, як його виявлено, він пропонує Сему зробити ексклюзивне інтерв'ю, в якому той міг би докладно пояснити мотиви свого вчинку. Мало-помалу журналіст починає маніпулювати простодушним терористом і вибудовувати в очах громадськості цілком певний його образ…

## В ролях
| Актор          | Роль                          |
| -------------- | ----------------------------- |
| Джон Траволта  | Сем Бейлі                     |
| Дастін Гоффман | Макс Брекетт журналіст        |
| Міа Кіршнер    | Лорі Каллахан помічниця Макса |
| Алан Алда      | Кевін Голландер телеведучий   |
| Роберт Проскі  | Лу Поттс начальник Макса      |
| Блайт Даннер   | місіс Бенкс директорка музею  |
| Вільям Атертон | Долен телеведучий             |
| Тед Левайн     | Алвін Лемке начальник поліції |
| Теммі Лорен    | міс Роуз                      |
| Люсінда Дженні | Дженні дружина Сема           |
| Білл Нанн      | Кліфф Вільямс                 |
| Кайла Претт    | одна з захоплених дітей       |
| Ларрі Кінг     | камео                         |
| Джей Лено      | камео                         |